# Chibok
Chibok est une zone de gouvernement local de l'État de Borno au Nigeria située dans le sud de l'État. Son siège est établi dans la ville de même nom.

## Géographie
Sa superficie est de 1 350 km2 et sa population est de 66 105 habitants, au recensement de 2006,. Cette population est essentiellement formée du groupe ethnique Kibaku (en).

## Religion
La population de Chibok est essentiellement de confession chrétienne.

## Administration
Le code postal de la région est 601.

## Histoire
Le 14 avril 2014, 276 lycéennes âgées de 12 à 17 ans, principalement chrétiennes, sont enlevées par le groupe islamiste Boko Haram au lycée de Chibok. Neuf années plus tard, 98 d'entre elles sont toujours captives,.

## Personnalité
- Amina Ali : otage libérée